# ベルント・T・マティアス

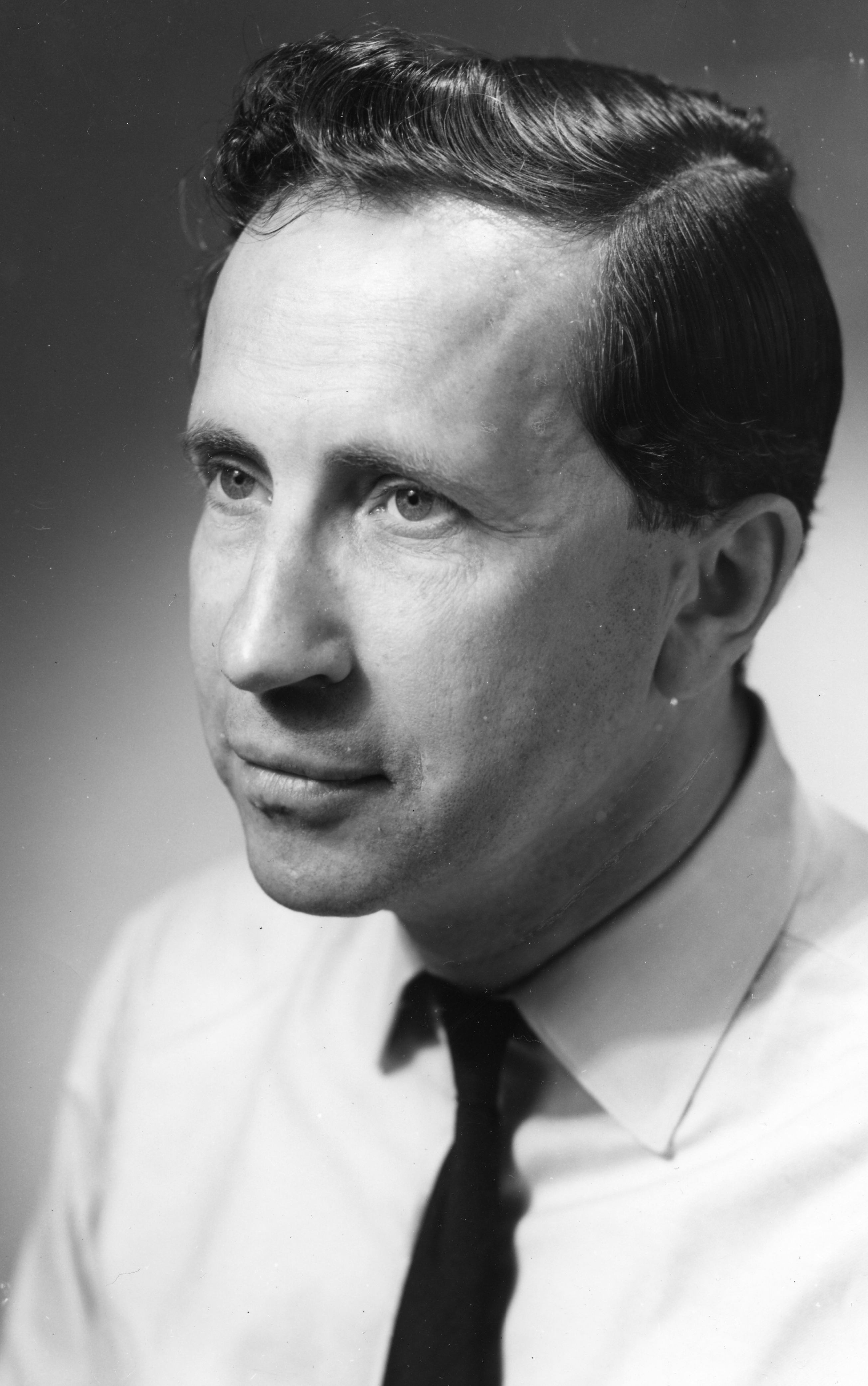
ベルント・T・マティアス

ベルント・テオドール・マティアス（Bernd Theodor Matthias, 1918年6月8日 - 1980年10月27日）はドイツ系アメリカ人の物理学者。

## 経歴
フランクフルト・アム・マイン出身。1943年にチューリッヒ工科大学を卒業し、1947年ローザンヌ大学からD.Sc.を取得した。同年にアメリカ合衆国に移住。マサチューセッツ工科大学やベル研究所に勤務した後、1949年にシカゴ大学助教授、1961年にカリフォルニア大学サンディエゴ校に就任した。
アメリカ物理学会から1970年にオリバー・E・バックリー凝縮系賞、1979年にジェームス・C・マックグラディ新材料賞を受賞。また彼の業績を記念し、ベル研究所によって1989年にベルント・T・マティアス賞が創設された。JASONの会員の一人であった。

## 参照
- Kurze Biographie bei Online Archives of California
- Bernd T. Matthias Is Dead at 62; Discovered Key Superconductor; Significance of Superconductors